# Peter Ries (Theaterregisseur)
Peter Ries (* 23. August 1942 in Bad Warmbrunn, Provinz Niederschlesien; † 23. April 2019) war ein deutscher Theaterregisseur, Autor  und künstlerischer Leiter von Theaterfestivals.

## Leben
Peter Ries entstammte einer künstlerischen Familie. Sein Vater Günther Ries war Musiker und Jurist, während seine Mutter Gertrud Ries (geborene Hahlo) Bildhauerin war. Nachdem seine Familie Bad Warmbrunn 1943 verlassen hatte, wuchs er in Oldenburg auf. 1953 zog die Familie nach Hannover. Nach dem Abitur 1964 studierte er in West-Berlin an der Freien Universität (FU) Germanistik und Theaterwissenschaft. Während seiner Studienzeit arbeitete er maßgeblich am Studententheater der FU mit und hospitierte in der Dramaturgie des Schillertheaters, wo er als  Regieassistent unter anderem von Max P. Ammann, Boleslaw Barlog, Samuel Beckett, Hans Hollmann, Fritz Kortner, Hans Schweikart und George Tabori arbeitete. Daneben machte er eine Ausbildung zum Schauspieler und übernahm auch kleinere Rollen am Schillertheater.
Von 1970 bis 1971 war Peter Ries Oberspielleiter Schauspiel am Theater Biel-Solothurn in der Schweiz. 1971 ging er als Referent von Kurt Hübner an das städtische Theater Bremen, wo er bis 1974 neben seiner Arbeit als Regisseur und Dramaturg auch für die Öffentlichkeitsarbeit des Theaters verantwortlich war. Von 1977 bis 1979 war Ries Oberspielleiter Schauspiel am städtischen Theater Bielefeld. Seitdem arbeitete er als freier Regisseur, Autor, Produzent und Leiter von Theaterfestivals. Peter Ries hat mehr als 100 Inszenierungen an deutschsprachigen Theatern künstlerisch geleitet. 1999/2000 ließ er sich zum systemischen Organisationsberater und Coach ausbilden und war seit 2001 neben seiner Theaterarbeit in diesem Bereich auch für kulturelle Einrichtungen der Landeshauptstadt Hannover tätig, wo er lebte.

## Regie und künstlerische Leitung (Auswahl)
- 1970: „Die Schlacht bei Lobositz“ von Peter Hacks am Theater Biel-Solothurn
- 1977: „Medea“ von Euripides am Theater Bielefeld
- 1978: „Trilogie des Wiedersehens“ von Botho Strauß mit dem Theater Bielefeld in der Kunsthalle
- 1981: „Der entfesselte Wotan“ von Ernst Toller am Staatstheater Braunschweig
- 1983: „Wir spielen bis uns der Tod abholt“, von Ries/Ludwig Zerull eine Kurt-Schwitters-Collage (UA), Staatstheater Hannover im Sprengel Museum
- 1984: „Brennende Geduld“ von Antonio Skármeta am Theater Osnabrück (EA)
- 1989: „Spiel’s nochmal Sam“ von Woody Allen am Theater Lübeck
- 1990–1991: Künstlerische Leitung des Festivals THEATERFORMEN in Braunschweig und Wolfenbüttel:[3]
  - THEATERFORMEN ’90 mit dem Thema Shakespeare, unter anderem Inszenierungen von Peter Brook („La Tempête“) und Peter Stein („Titus Andronicus“)
  - THEATERFORMEN ’91 mit dem Thema Osteuropa, unter anderem Inszenierungen von Lew Dodin („Die Dämonen“) und George Tabori („Nathans Tod“)
- 1992: „Mein Herze weint und alle Sterne lachen“ von Bielfeldt/Busch/Ries – Eine Ufa-Revue an der Landesbühne Niedersachsen Nord (UA)
- 1992: „Tod dem Mondschein oder gelbe Ohrfeigen?“, eine Futurismus-Collage am Sprengel Museum, Hannover. (UA)
- 1994: „Requiem für einen Spion“ von George Tabori an der Landesbühne Wilhelmshaven [4] (EA)
- 1996–2000: Leitung des Wittenberger Kultursommer in der Lutherstadt Wittenberg:[5]
  - „Luther Rufen ’96“ und „Luther Rufen ’97 - Freund Melanchthon“ von Harald Mueller (beides UA, 1996–1997)
  - „Der deutsche Luther - Engel und Dämonen“ von Thomas Oberender (UA, 1998)
  - „Katharienen-Nacht“ von Ries/Schütze (UA, 1999)
  - „Luther und Faust“ von Schütze/Ulbricht/Ries (UA, 2000)
- 1996: „Cyrano de Bergerac“ von Edmond Rostand am Landestheater Tübingen
- 2000: „In die Köpfe mit der Kunst...“, eine szenische Collage im Kunstmuseum Celle (UA).[6]
- 2003: „Vor dem Ruhestand“ von Thomas Bernhard am Schloßtheater Celle
- 2005: „Sein oder Nichtsein“ nach dem Film von Ernst Lubitsch am Theater Augsburg
- 2005: „...als moralische Anstalt!“ eine szenische Collage von Peter Ries und Alfred Schleppnik, Schauspielabteilung des Konservatorium Wien [7] (UA)
- 2006: „...Luther!“ von Peter Ries, eine szenische Collage im Rahmen des ARD-Reformationsgottesdienstes in der Marktkirche Hannover
- 2008: „Top Dogs“ von Urs Widmer am Theater St. Gallen in der Kantonalbank
- 2008: „Eines langen Tages Reise in die Nacht“ von Eugene O’Neill am Theater Trier
- 2009: „LUTHER-2009“ von Peter Ries. Szenische Collage mit Musik in 40 niedersächsischen Kirchen.[8]
- 2012: „Winterreise“ von Elfriede Jelinek am Theater St. Gallen Schweizer Erstaufführung
- 2013: „Der Kommandant“ von  Jürg Amann am Zimmertheater Tübingen Uraufführung
- 2014: „Samuel Beckett…Dramaticules“ Kurzdramen von  Samuel Beckett am Theater St. Gallen